# Spoorlijn Sittard - Herzogenrath
De spoorlijn tussen Sittard, Heerlen en Herzogenrath werd in 1896 geopend op initiatief van Henri Sarolea. Van Sittard tot Landgraaf is de lijn dubbelsporig, de rest is enkelspoor. Het Duitse deel staat als spoorlijn 2543 onder beheer van DB Netze.
Het deel tussen Sittard en Heerlen wordt gebruikt door Intercitytreinen van de NS en stoptreinen van Arriva. Vanuit Maastricht en Heerlen is er een internationale sneltrein van Arriva naar Herzogenrath en Aken, tevens rijden hier stoptreinen van Arriva die na Landgraaf verdergaan over de Miljoenenlijn naar Kerkrade. Van Sittard tot aan Heerlen loopt de spoorlijn door het Geleenbeekdal, ter hoogte van Eygelshoven door het Strijthagerbeekdal en de Anstelvallei en daarna tot aan Herzogenrath door het Wormdal.

## Geschiedenis
Sinds 14 mei 1949 is de spoorlijn van Sittard tot Heerlen geëlektrificeerd. Vanaf 1986 volgde het deel van Heerlen tot aan Schaesberg (Landgraaf). In 2018 werd het gedeelte van Landgraaf tot Herzogenrath geëlektrificeerd door respectievelijk de Nederlandse en de Duitse spoorbeheerder.
Op 9 december 2007 kreeg de lijn er twee haltes bij: Heerlen de Kissel en Eygelshoven Markt.
Tot en met 2018 werd de internationale verbinding, de zogenoemde Euregiobahn, geëxploiteerd door DB Regio NRW.

### Grensoverschrijdende elektrificatie
Vanaf 2009 werden plannen gemaakt voor verdubbeling en elektrificatie van de lijn tussen Heerlen en Herzogenrath, maar de beoogde invoering van een Intercity op de verbinding Heerlen – Aken werd meermalen uitgesteld. Besloten is zolang de stoptreinverbinding, die het Aachener Verkehrsverbund per december 2013 had willen beëindigen, in stand te houden, in ieder geval tot 2015. In april 2014 werd door Staatssecretaris Wilma Mansveld (Infrastructuur en Milieu) het begin van de elektrificatie van het traject Landgraaf – Herzogenrath gemarkeerd. De eerste grote werkzaamheden aan de elektrificatie vonden plaats van zaterdag 28 april 2018 tot en met zondag 6 mei 2018. Gedurende deze periode reden geen treinen over het traject.
In december 2018, na de gehele elektrificatie, beëindigde DB haar internationale verbinding en wilde Arriva een 'Drielandentrein' beginnen tussen Aken, Heerlen, Maastricht en Luik. Uiteindelijk startte Arriva de nieuwe treindienst tussen Heerlen en Aken op 27 januari 2019.

### Spoorverdubbeling Heerlen-Landgraaf
Om twee keer per uur heen en weer een trein te kunnen laten rijden van Aken naar Maastricht was er spoorverdubbeling nodig op het traject tussen Heerlen en Landgraaf. Op 6 april 2020 gaf Provinciale Staten van Limburg groen licht voor een extra bijdrage waardoor de spoorverdubbeling kon gaan plaatsvinden. In 2021 en 2022 vinden de werkzaamheden plaats, zodat de verdubbeling eind 2022 gereed is. Na 9 weken sluiting ligt er sinds mei 2022 dubbel spoor dat bereden kan worden, wel vinden er nog kleine werkzaamheden op en naast het spoor plaats.

## Treindiensten
| Serie            | Treinsoort                                             | Route | Bijzonderheden |
| ---------------- | ------------------------------------------------------ | --- | --- |
| 3900             | Intercity (NS)                                         | Enkhuizen – Hoorn – Amsterdam Centraal – Utrecht Centraal – 's-Hertogenbosch – Eindhoven Centraal – Weert – Roermond – Sittard – Heerlen | Stopt niet in Zaandam. Rijdt in de avonduren en van vrijdag t/m zondag de hele dag enkel tussen Eindhoven Centraal en Heerlen. Wordt in de avonduren en van vrijdag t/m zondag de hele dag vervangen door intercity 2900. Rijdt van maandag t/m donderdag in de avonduren enkel tussen Sittard en Heerlen en rijdt dan 1x/uur. |
| 18900 RE 18 S 43 | Sneltrein / Regional-Express / S-trein (Arriva / NMBS) | (Luik-Guillemins – ) Maastricht – Heerlen – Landgraaf – Herzogenrath – Aachen Hbf                                                        | Drielandentrein (LIMAX). Tussen Luik-Guillemins en Maastricht wordt 1x/uur gereden. Tussen Maastricht en Aachen wordt 2x/uur gereden. |
| 32000 RS 18      | Stoptrein (Arriva)                                     | Maastricht Randwyck – Maastricht – Heerlen – Landgraaf – Eygelshoven – Chevremont – Kerkrade Centrum                                     | |
| 32500 RS 15      | Stoptrein (Arriva)                                     | Sittard – Heerlen | |

## Materieel

### Sittard – Heerlen
Tussen Sittard en Heerlen rijdt de NS anno 2023 met treinen van het type VIRM als Intercity. Tot begin jaren tachtig waren met name getrokken treinen met locomotief van de serie 1200 met rijtuigen Plan E te zien en sindsdien tot 2007 locomotieven 1600 of 1700 met Intercityrijtuigen of ICK's. Daarna werd er gereden met de types ICMm en VIRM.
Voor de stoptreindiensten gebruikte NS tot begin jaren tachtig het mat '46 en sindsdien het treintype Plan V. Vanaf het ingaan van de dienstregeling 2012/2013 reden op de sprinterdiensten in bepaalde periodes SGMm treinstellen.
Met ingang van december 2016 heeft Arriva de stoptreindiensten overgenomen en werd er tussen Sittard en Landgraaf (en verder naar Kerkrade Centrum) gereden met GTW treinstellen. Sinds december 2022 is de dienst ingekort tot Heerlen en wordt er met FLIRT treinstellen van Arriva gereden.

### Heerlen – Kerkrade / Aken
NS reed tussen Heerlen en Kerkrade met treinen van treintype Plan V. Ook Veolia reed hiermee tot in 2008 tot het moment waarop de Velios treinstellen arriveerden. Sinds 2017 heeft Arriva de stoptreindiensten overgenomen en werd er tussen Sittard en Kerkrade Centrum gereden met GTW treinstellen. Sinds december 2022 is deze dienst ingekort tot Heerlen en rijdt tussen Heerlen en Landgraaf de stoptrein Maastricht Randwyck - Kerkrade Centrum met GTW's van Arriva.

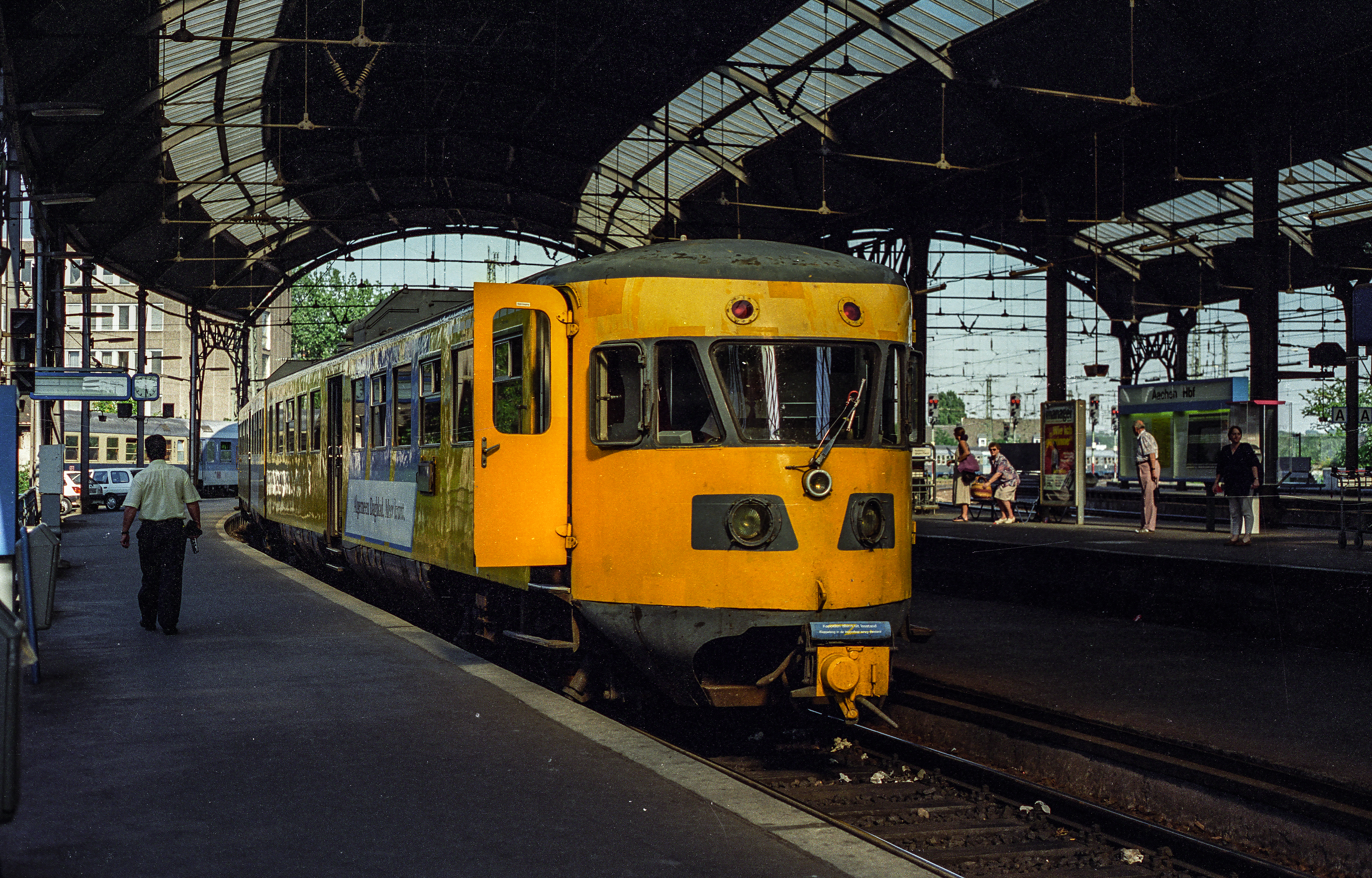
De verbinding Heerlen – Aken in 1997.

In 1992 werd ter vervanging van de opgeheven spoorlijn Maastricht – Aken via Simpelveld het baanvak Heerlen – Aken voor het personenverkeer heropend tussen Landgraaf en Herzogenrath. Tot de komst van de Buffel in 1998 werd met het treintype Plan X gereden. Sinds de komst van de Euregiobahn rijdt sinds 2001 geen NS-materieel meer naar Duitsland. Deutsche Bahn zet sinds 2002 treinen van het type Talent in. Op 27 augustus 2015 werd bekend dat Deutsche Bahn de aanbesteding heeft gewonnen. Hierdoor kan Deutsche Bahn per december 2016 voor een periode van vier jaar en een optie van een jaar rijden voor Euregiobahn.
Tussen Heerlen en Aachen Hauptbahnhof verzorgde Arriva van 9 december 2018 tot en met 26 januari 2019 treinvervangend vervoer. Vanaf 27 januari 2019 rijdt de Drielandentrein met tricourante FLIRT 3-treinstellen ook op het traject naar Aachen Hauptbahnhof.

## Stations en gebouwen
Overzicht van stations langs de lijn (cursief: voormalig station):
| Station           | Geopend | Huidig gebouw                                                                     |
| ----------------- | ------- | --------------------------------------------------------------------------------- |
| Sittard           | 1862    | 1993, NS, 3e gebouw, uniek ontwerp van Van Belkum                                 |
| Ophoven           | 1917    | geen, station gesloten in 1934                                                    |
| Geleen Oost       | 1893    | geen, gebouw gesloopt in 2006                                                     |
| Spaubeek          | 1896    | geen, gebouw gesloopt in 1970                                                     |
| Schinnen          | 1896    | geen, gebouw gesloopt in 1972                                                     |
| Nuth              | 1893    | 1991, NS, 2e gebouw, uniek ontwerp van Bak                                        |
| Hoensbroek        | 1893    | geen, gebouw gesloopt in 1971                                                     |
| Heerlen           | 1896    | 2019, NS, 4e gebouw, uniek ontwerp van Huisman                                    |
| Heerlen de Kissel | 2007    | geen, station gesloten vanaf dienstregeling 2019, gesloopt in 2022                |
| Landgraaf         | 1896    | 1893, ZSM, 1e gebouw, type ZSM standaard                                          |
| Eygelshoven Markt | 1909    | geen, station gesloten van 1952-2007                                              |
| Kerkrade Rolduc   | 1896    | geen, gebouw gesloopt in 1970, station gesloten in 1953 en gesloten van 1934-1949 |
| Rolduc Lokaal     | 1896    | geen, station gesloten in 1925                                                    |
| Herzogenrath      | 1852    | 1853, Königliche Direktion der Aachen-Düsseldorf-Ruhrorter Eisenbahn, 1e gebouw   |

De stations Sittard en Herzogenrath waren al eerder aan andere spoorlijnen geopend.

## Aansluitingen
In de volgende plaatsen is of was er een aansluiting op de volgende spoorlijnen:
Sittard
lijn tussen Maastricht en Venlo
lijn naar Born
Heerlen
lijn naar Schin op Geul
Landgraaf
lijn naar Simpelveld
Herzogenrath
DB 2550, lijn tussen Aken en Kassel
DB 2570, lijn naar Stolberg

## Trivia
Het laatste portaal voor de bovenleiding tussen Sittard en Heerlen werd op 8 september 1947 geplaatst in Schinnen.

## Fotogalerij

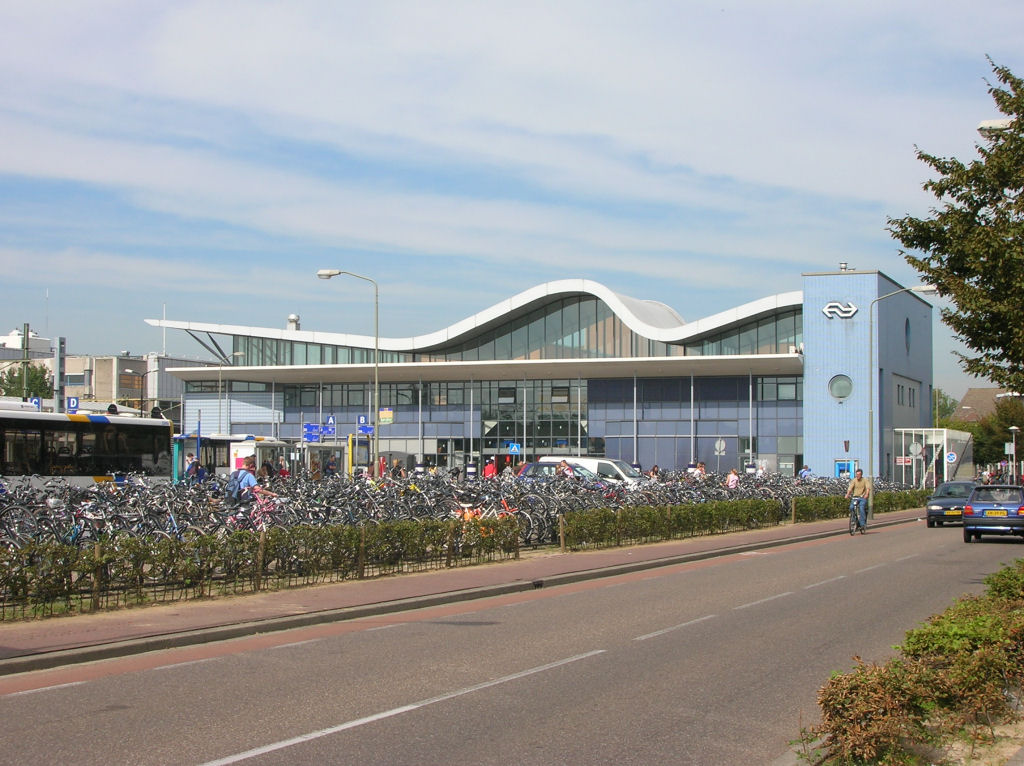
Station Sittard (2006)
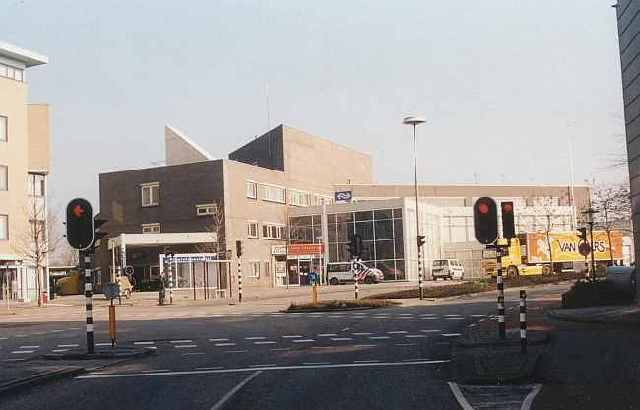
Station Heerlen (2006)
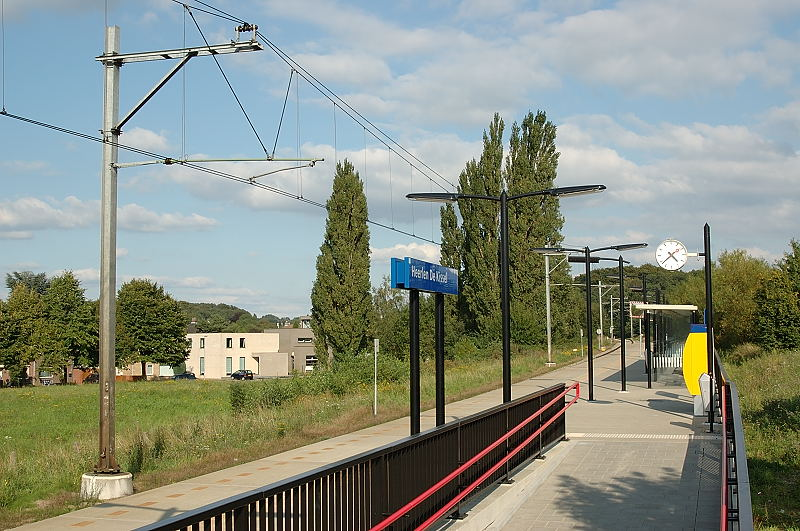
Station Heerlen De Kissel (2008)
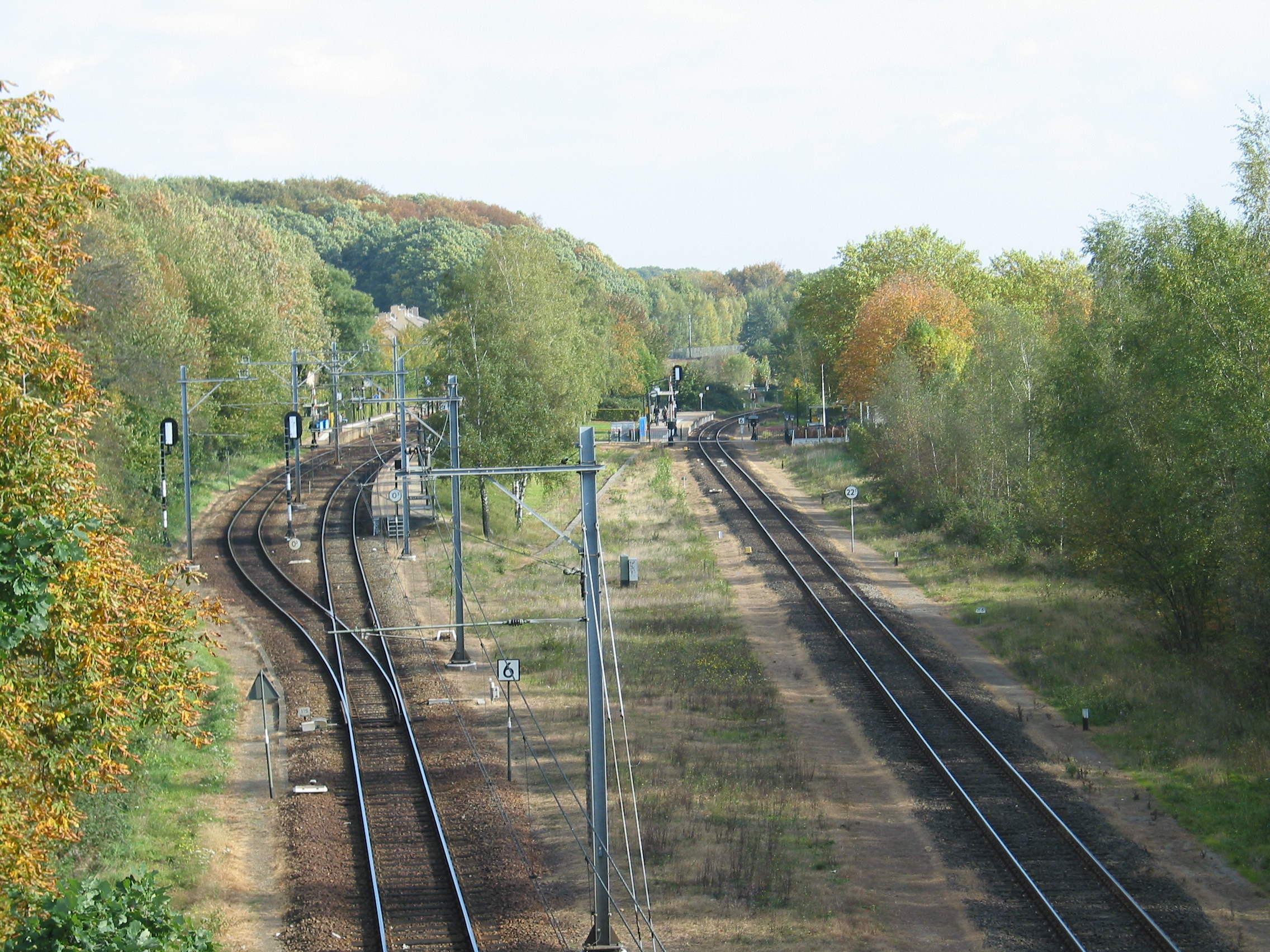
Station Landgraaf, links de sporen naar Kerkrade, rechts het spoor naar Herzogenrath en Eygelshoven Markt (2006)
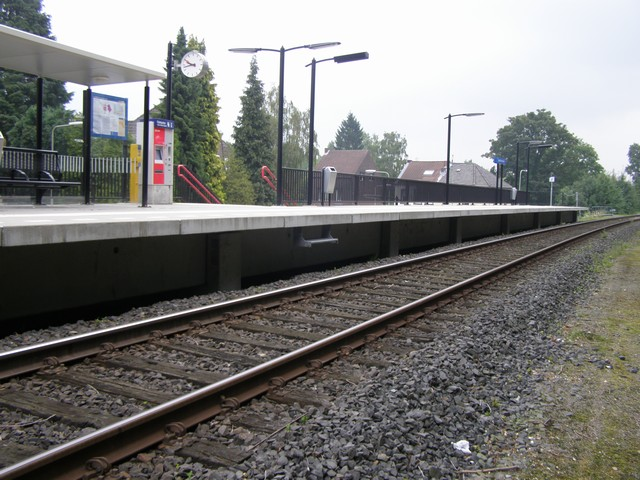
Station Eygelshoven Markt (2011)
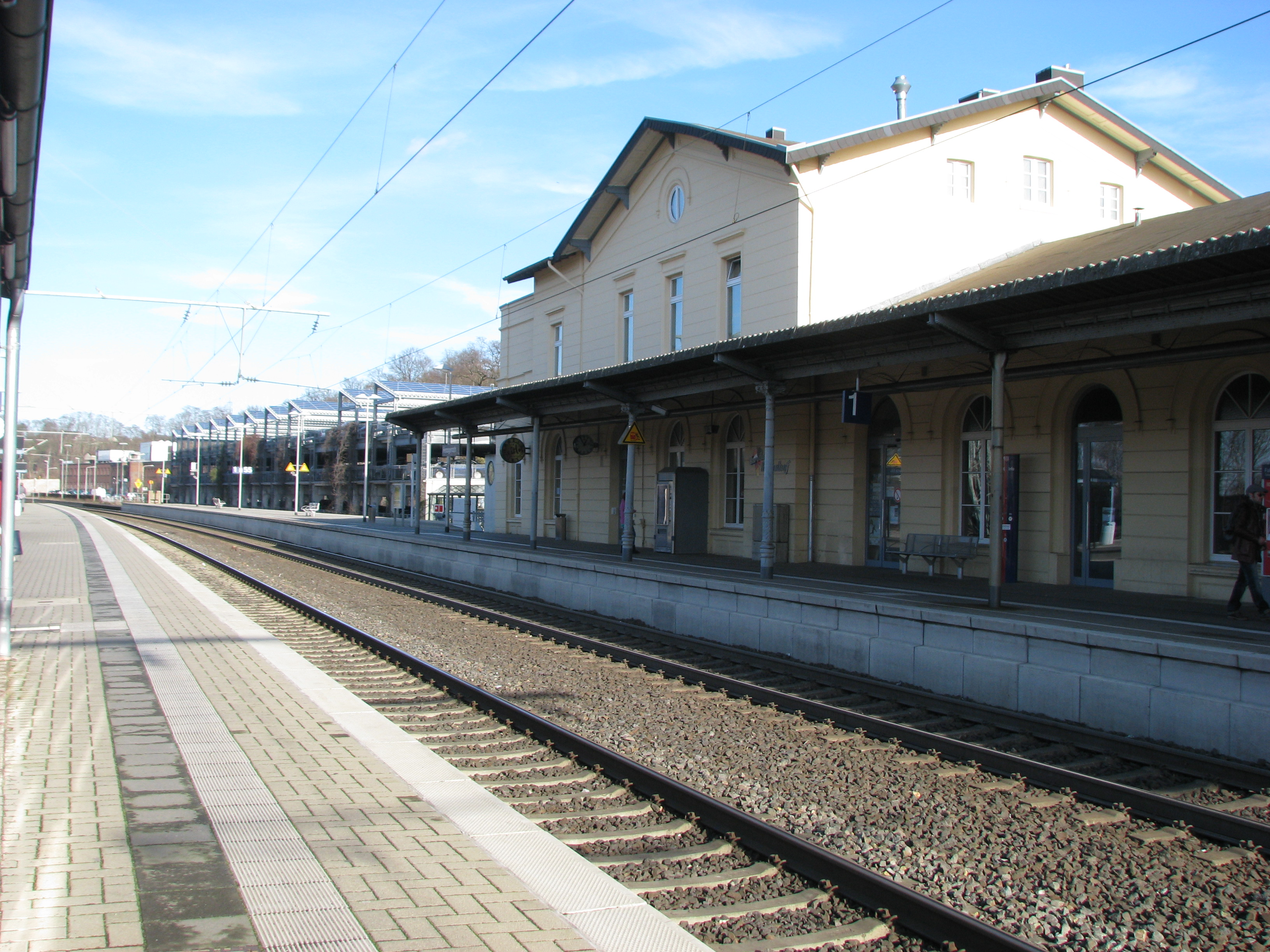
Station Herzogenrath (2012)